# Hof van Waarder

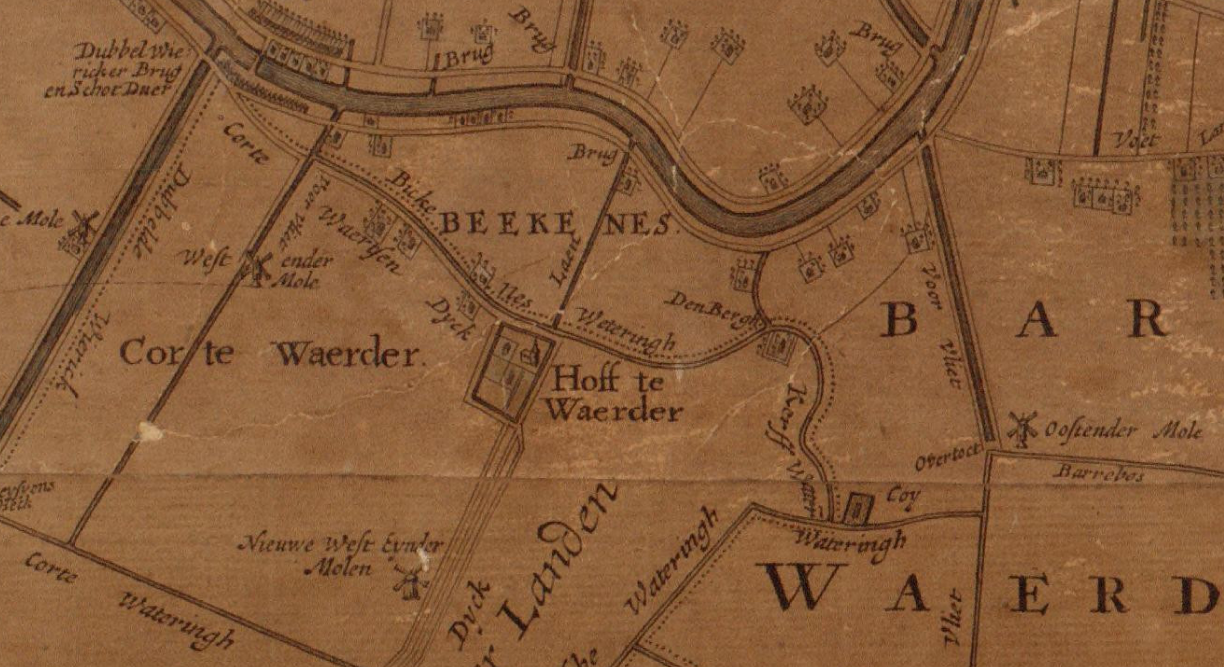
Hof van Waarder op kaart van Vingboons (1670) voor de brand van 1672

Hof van Waarder was een commanderij van de Johanniter Orde of Maltezer Orde, gelegen aan de Molendijk tussen Waarder en de Korte Waarder te Nieuwerbrug.

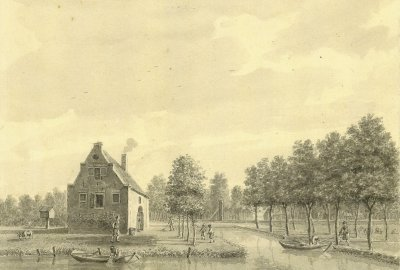
Hof van Waarder (geschilderd in de 18e eeuw door een van de broers Van Lienden)

De Hof van Waarder dankt zijn ontstaan aan schenkingen door Herman VI van Woerden aan het eind van de 13e eeuw. De Maltezer Orde kreeg verspreide stukken grond, die zij in 1321 ruilden met de graaf van Holland voor één stuk land.
De boerderij bij de Hof van Waarder was behoorlijk groot, bijna 210 hectare. Een deel ervan werd verpacht aan plaatselijke landbouwers. In het jaar 1635 werd het Hof van Waarder bij publieke veiling verkocht.
In 1672 werd de Hof van Waarder door Franse troepen in brand gestoken. Op de restanten werd later een boerderij gebouwd. Van de Hof van Waarder is niets meer over. In Waarder is een wijk genoemd naar de voormalige commanderij.